# Neomarica variegata
Neomarica variegata là một loài thực vật có hoa trong họ Diên vĩ. Loài này được (M.Martens & Galeotti) Henrich & Goldblatt miêu tả khoa học đầu tiên năm 1987 publ. 1988.